# Пашаев, Ниямеддин Вагиф оглы
Ниямеддин Вагиф оглы Пашаев (азерб. Niyaməddin Vaqif oğlu Paşayev) — азербайджанский тхэквондист, чемпион мира 2001 и бронзовый призёр 2003 года, чемпион Европы 2004 и 2005 гг., и бронзовый призёр 2000 года, вице-президент Федерации тхэквондо Азербайджана. Представлял Азербайджан на Олимпийских играх 2004 года в Афинах, лицензию на которую получил, выиграв золото на международном турнире 2004 года в Баку. Ныне — вице-президент Федерации тхэквондо Азербайджана.

## Награды
- Орден «Труд» III степени (13 августа 2024 года) — за высокие достижения на XXXIII Летних Олимпийских играх в Париже и заслуги в развитии азербайджанского спорта[4]
- Медаль «Прогресс» (10 октября 2002 года) — по случаю 10-летия создания Национального олимпийского комитета Азербайджана, за заслуги в развитии физического воспитания и спорта[5]